# Serie Mundial de 1996
La Serie Mundial de 1996 de béisbol enfrentó a los campeones defensores, los Atlanta Braves, contra los New York Yankees. Los Yankees ganaron en seis juegos y lograron su victoria número 23 en esta serie, la primera desde 1978. Los Yankees se convirtieron en el tercer equipo en ganar la Serie Mundial después de perder los dos primeros juegos en casa, como lo habían hecho los Kansas City Royals en 1985 y los New York Mets en 1986. También fueron el primer equipo desde Los Angeles Dodgers en 1981 en ganar cuatro juegos seguidos después de perder los dos primeros.
El quinto juego fue el último partido jugado en el Atlanta-Fulton County Stadium. Atlanta se convirtió en la primera ciudad en ser sede de la Serie Mundial y los Juegos Olímpicos en el mismo año.

## Resumen
AL New York Yankees (4) vs NL Atlanta Braves (2)
| Juego | Marcador                                              | Fecha         | Lugar                         | Público |
| ----- | ----------------------------------------------------- | ------------- | ----------------------------- | ------- |
| 1     | Atlanta Braves - 12, New York Yankees - 1             | 20 de octubre | Yankee Stadium                | 56,365  |
| 2     | Atlanta Braves - 4, New York Yankees - 0              | 21 de octubre | Yankee Stadium                | 56,340  |
| 3     | New York Yankees - 5, Atlanta Braves - 2              | 22 de octubre | Atlanta-Fulton County Stadium | 51,843  |
| 4     | New York Yankees - 8, Atlanta Braves - 6 (10 innings) | 23 de octubre | Atlanta-Fulton County Stadium | 51,881  |
| 5     | New York Yankees - 1, Atlanta Braves - 0              | 24 de octubre | Atlanta-Fulton County Stadium | 51,881  |
| 6     | Atlanta Braves - 2, New York Yankees - 3              | 26 de octubre | Yankee Stadium                | 56,375  |

|                                                           |
| Campeón de las Grandes Ligas New York Yankees 23.º título |